# La muerte de un burócrata
La muerte de un burócrata is een Cubaanse filmkomedie uit 1966 onder regie van Tomás Gutiérrez Alea.

## Verhaal
Een modelarbeider wordt begraven met zijn vakbondspaspoort. Wanneer zijn weduwe haar pensioen wil regelen, krijgt ze te horen dat ze dat document nodig heeft. Volgens de wet mag ze het lichaam pas na twee jaar opgraven. Haar neef maakt een afspraak met enkele grafdelvers om het lijk stiekem op te graven. Het graf blijkt leeg te zijn.

## Rolverdeling
| Acteur           | Personage   |
| ---------------- | ----------- |
| Salvador Wood    | Neef        |
| Silvia Planas    | Tante       |
| Manuel Estanillo | Bureaucraat |